# Баста (Шотландия)
Баста (англ. и скотс Basta) — деревня на острове Йелл в Шетландском архипелаге на севере Шотландии.
Находится в центре острова, на берегу залива Баста-Во.